# Peder Eriksson Wald
Peder Eriksson Wald, född 1602 i Vårdsätra gård i Bondkyrko socken, död 15 februari 1653 i Åbo, Finland, var Finlands förste boktryckare.

## Biografi
Peder Wald var son till bonden Erik Pedersson och Anna Larsdotter. Han gick i skola i katedralskolan i Uppsala och skolan i Enköping, men fick på grund av svår sjukdom avbryta skolgången. Han började istället utbilda sig vid Uppsala universitets boktryckeri, som då leddes av Eskil Mattsson. Den för boktryckaryrket nödvändiga praktiken fick han bland annat hos Olof Olofsson Helsing i Johannes Rudbeckius stiftstryckeri i Västerås. Efter sina lärlingsår blev han boktryckarmästare.
Wald var sedan föreståndare för Laurentius Olai Wallius tryckeri i Uppsala 1631–1635 och därefter för Rudbeckius tryckeri i Västerås 1635–1641. När det sex år långa kontraktet med Rudbeckius tog slut, träffade Wald avtal med den nyinrättade akademin i Åbo.
År 1642 flyttade Wald till Åbo tillsammans med sin hustru och med sina tillhörigheter. Trycktyperna, som han hade beställt hos boktryckaren och stilgjutaren Peter van Selow i Stockholm, fick han inte till Finland förrän i början av november, och de räckte bara till ett halvt ark åt gången. Först 1648 fick boktryckeriet på uppmaning av Per Brahe ett fast årligt anslag, och samma år gav Gustaf Gustafsson av Wasaborg tryckeriet ytterligare ett bidrag på 100 daler. Pengarna användes till anskaffning av ornament och nya typer, bland annat grekiska bokstavstyper. Men med typerna från van Selow kunde tryckeridriften ändå starta 1642. Vid slutet av året kunde tryckeriet leverera de första akademiska tryckalstren – två avhandlingar, den ena De prudentia, avgiven året innan med Michael Wexionius som preses, och den andra De aere in speciemed Georgius Alanus i december 1642.
Akademiboktryckarens uppgift var främst att trycka akademiska skriftersom avhandlingar, orationer, inbjudningsskrifter, föreläsningsprogram och andra skrifter av studenter och professorer, såsom gratulations- och sorgedikter samt likpredikningar, men kunde även ta uppdrag utanför akademin. Avhandlingarna, som stod för flertalet av de akademiska trycken, uppgår till ca 300, orationerna till drygt 50. Allt som allt trycktes på Walds tid i Åbo ca 500 publikationer. 
Efter att ha återvänt från sin sista resa till Sverige sommaren 1652 insjuknade Wald allvarligt. Sjukdomen höll honom i sitt grepp till februari nästa år, då han dog.